# Camp de Deir al-Balah
El camp de Deir al-Balah (àrab: مخيّم دير البلح, muẖayyam Dayr al-Balaḥ) és un camp de refugiats palestí a la governació de Deir al-Balah al sud de la Franja de Gaza, situat a un quilòmetre al nord-oest del centre de] la ciutat de Deir al-Balah, de la qual forma part en la pràctica. El campament consta d'edificis de formigó i compta amb vuit escoles, clavegueres i altres serveis municipals. D'acord amb el Oficina Central Palestina d'Estadístiques, el camp tenia 12.004 a meitat d'any 2006. És el camp de refugiats més petit de la Franja de Gaza. El camp de Deir al-Balah és construït sobre una superfície de 0.16 kilòmetres quadrats. El març de 2005, la població registrada amb l'Agència de les Nacions Unides per als Refugiats de Palestina al Pròxim Orient (UNRWA) era de 19,534 persones.

## Història
Originalment, el camp va albergar 9.000 refugiats en tendes de campanya i després les estructures de tova, que van ser reemplaçafrs per estructures de blocs de ciment en la dècada de 1960. La població actual és d'aproximadament el doble de la població original de refugiats, la major part dels quals ara estan morts.
Els residents originals del camp, igual que amb la majoria dels altres refugiats palestins a la Franja de Gaza, procedien de pobles i ciutats del centre i sud del Mandat britànic de Palestina.
Abans de l'aplicació de la Pla de retirada unilateral israeliana el 2005, el camp (i la ciutat de la qual forma part) estava envoltats pels assentaments israelians de Kfar Darom al nord i Gush Katif al sud i l'altament militaritzada intersecció Abul Holi que separava el nord de Gaza del sud es trobava a la terra de Deir al Balah.
A finals de 1997 l'Autoritat Nacional Palestina va demolir diversos edificis al camp de Deir al-Balah per tal d'ampliar la carretera costanera entre la ciutat i la mar Mediterrània. A moltes famílies se'ls va donar petites parcel·les de terra i algun tipus de compensació financera per tal de construir nous habitatges fora de l'assentament.
No hi havia cap sistema de clavegueram al campament originals; el gestionat per l'UNRWA va construir un el 1998 amb l'ajuda financera del Japó. A l'assentament permanent hi ha vuit escoles gestionades per l'UNRWA, sis de primària i dos de preparatòria per a prop de 8.000 estudiants. La majoria dels residents havien treballat com a obrers a Israel abans de l'inici de la Segona Intifada. Una minoria dels residents també han treballat com a treballadors agrícoles locals.

### Esdeveniments durant la segona Intifada
Al llarg de la Segona Intifada, el camp de Deir al-Balah era el lloc de diverses incursions militars israelianes:
Al maig de 2001 el funeral d'Iman Hejjo, de quatre mesos d'edat, mort per la metralla durant un atac israelià sobre l'assentament de Khan Younis, es va dur a terme al camp de Deir al-Balah i amb la presència de centenars d'assistents. El seu pare Mohammed, un policia, va dir Reuters que La mort del meu nadó es mantindrà com un estigma a la cara d'Israel i la comunitat internacional.
Segons el Palestinian Human Rights Monitoring Group, el 13 de febrer de 2002 Shadi Mustafah El-Hassanat, policia palestí i resident del camp, va morir al costat de dos altres policies després que cinc tancs israelians van aplanar la part oriental de Deir al-Balah i va disparar-hi bombes de fragmentació mentre ells buscaven refugi en una petita habitació prop del seu lloc.
Els residents del camp de Deir al Balah també han participat en els intents d'atacs contra els assentaments israelians. El 22 de novembre de 2003, Muhammad Suleiman Khalil Sarsur, resident del camp de 24 anys, va morir a mans de les forces de seguretat israelianes en intentar infiltrar-se a l'assentament Netzarim. El 6 d'octubre de 2004 'Ali Khaled 'Ali al-Jaru, de 17 anys i Iyad Fa'iz Yusef Abu al-'Ata, de 21 anys, ambdós del camp de Deir al-Balah, van morir a mans de les forces de seguretat israelianes en intentar atacar l'assentament de Kfar Darom.